# Selcall
Selcall (ou chamada seletiva) é um tipo de protocolo usado em sistemas de comunicação por rádio, no qual as transmissões são precedidas por um tons de áudio breves e sequenciais. Receptores configurados para responder ao tom sequencial abrem conexão, enquanto os outros permanecem mudos. A tecnologia é usada na comunicação de aeronaves, no qual sinal de rádio de alta frequência é traduzido pelo receptor da aeronave como aviso sonoro para chamar a atenção da tripulação.
O código selcall consiste de dois pares de letras (quatro letras) que obedecem a algumas regras para sua definição:
1. Somente as letras de A a S podem ser utilizadas.
2. I, N e O não são aceitas.
3. No mesmo par não pode ser repetida a mesma letra. (Ex: AABC)
4. A mesma letra não pode aparecer nos dois pares. (Ex: ABAC)
5. A letra posterior tem de ser alfabeticamente "maior" que a anterior, dentro de um mesmo grupo. (Ex: ABCD e não DBCA, porém é possível EFAC)

Sua utilização é a seguinte: a frequência de rádio alta possui uma qualidade de áudio muito ruim, com muito chiado, o que incomodaria muito a tripulação se tivesse que operar com o áudio aberto o tempo todo. Assim, quando a aeronave ingressa na zona de controle de alta frequência, pode optar por informar o órgão o selcall utilizado "desligando" o rádio. Quando o controlador necessitar estabelecer comunicação, envia o selcall para a aeronave e uma luz acenderá no painel da mesma, além da emissão de um aviso sonoro.